# Oregon (Illinois)
Oregon ist eine Stadt und Verwaltungssitz des Ogle County im Norden des US-amerikanischen Bundesstaates Illinois. Das U.S. Census Bureau hat bei der Volkszählung 2020 eine Einwohnerzahl von 3.604 ermittelt.

## Geografie
Oregon liegt am Rock River und erstreckt sich über 5,44 km², die sich auf 5,18 km² Land- und 0,26 km² Wasserfläche verteilen.
Durch Oregon verläuft die Illinois State Route 64, die den Rock River überquert. Im Stadtzentrum kreuzt die entlang des Rock River führende Illinois State Route 2.
Wenige Kilometer unterhalb der Straßenbrücke über den Rock River überquert eine Eisenbahnlinie der BNSF Railway den Fluss und führt in West-Ost-Richtung durch die Stadt.
Die nächstgelegenen größeren Städte sind Rockford (41,6 km nordöstlich), Chicago (161 km östlich), Ottawa (Illinois) (122 km südsüdöstlich), die Quad Cities (138 km südöstlich), Clinton in Iowa (84,3 km westlich) und Dubuque (149 km westnordwestlich).

## Geschichte
Bevor weiße Siedler in die Gegend kamen lebten Indianer der Stämme Potawatomi und Winnebago hier. Nach der Landnahme wurden viele Mounds aus der Epoche der Mississippi-Kultur gefunden. Der Name Oregon bedeutet Fluss des Westens.

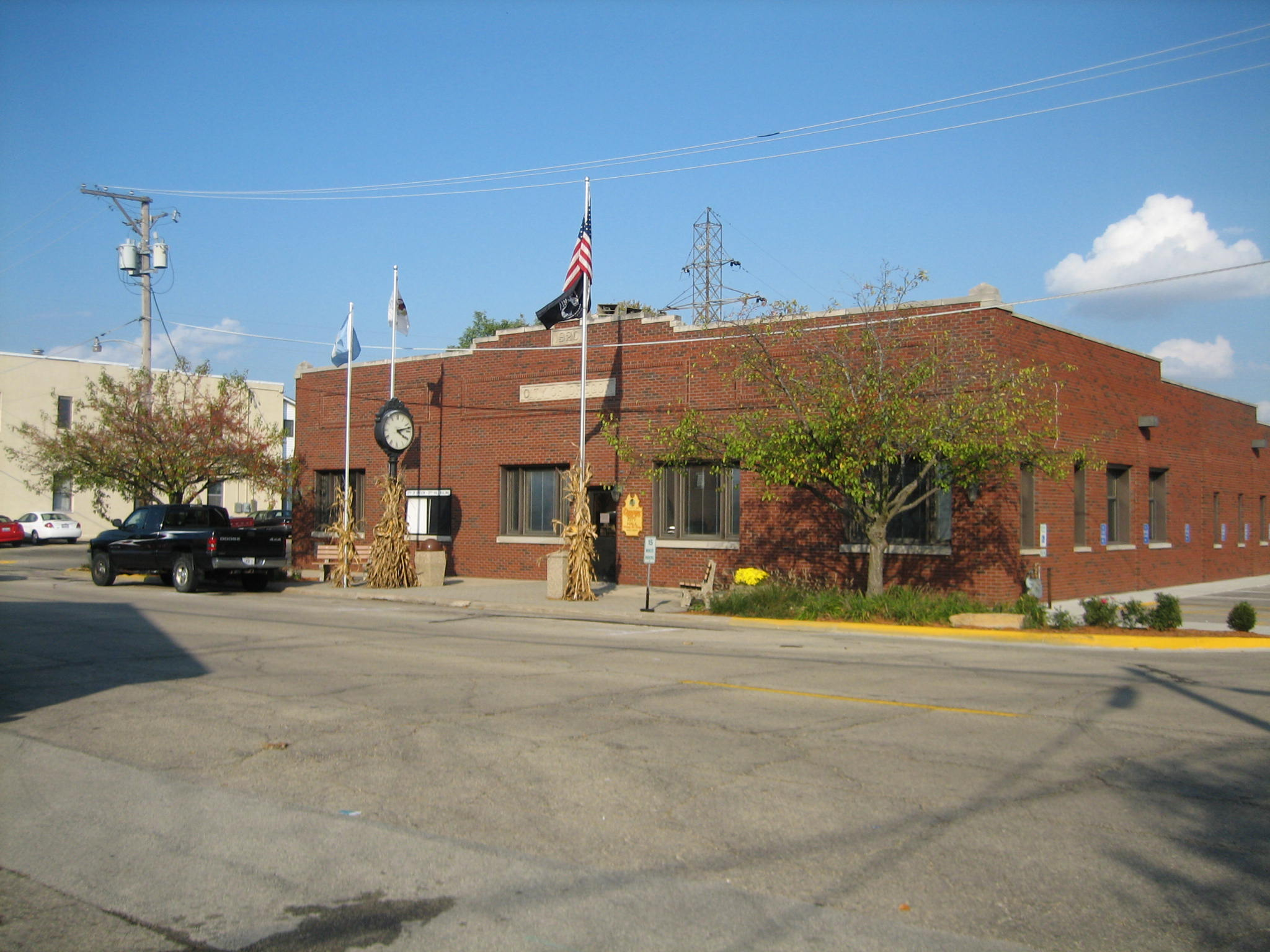
Rathaus von Oregon

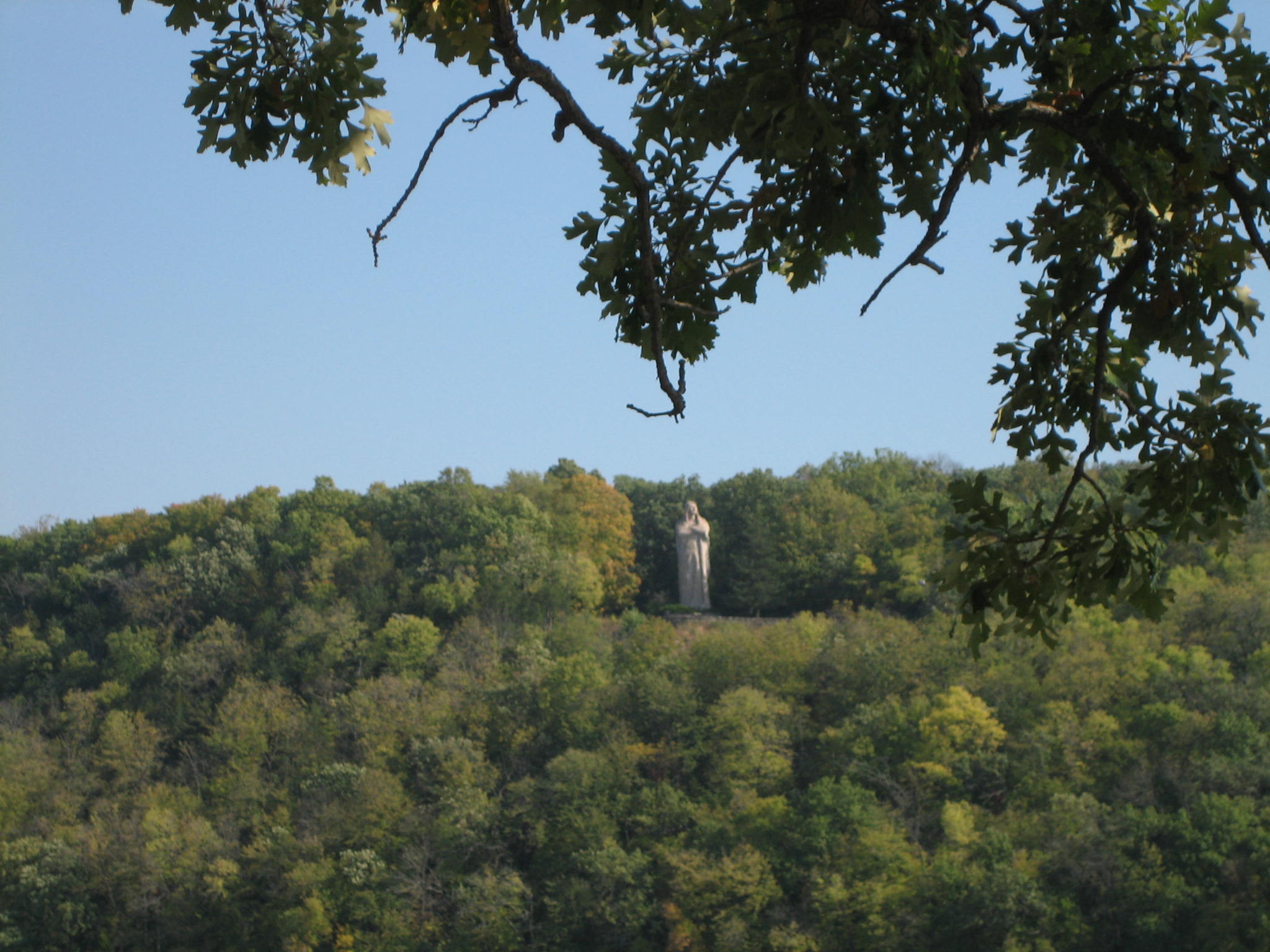
Black Hawk-Statue von Lorado Taft

Der erste weiße Siedler in der Gegend war John Phelps, der 1829 erstmals hierher kam und sich 1833 endgültig hier niederließ. Weitere Pioniere folgten, sodass bald darauf eine Kirche, eine Schule, eine Gemischtwarenhandlung, eine Schmiede und ein Postamt eröffnet wurden. Im Jahr 1838 wurde die Siedlung von der Verwaltung des Ogle County offiziell als Oregon City registriert.
Im Jahr 1847 gab es in der Stadt ein Lebensmittelgeschäft, eine Sägemühle, eine Fähre über den Rock River und 44 Haushalte bei einer Gesamtbevölkerung von 225 Einwohnern. Während der 1850er und 1860er Jahre wuchs die Stadt weiter, was sich auch in der Zunahme der Kirchenbauten niederschlug.
1870 erfolgte die offizielle Verleihung des Status „City“, welche am 1. April 1869 durch die Illinois General Assembly beschlossen wurde. Mit James Gale wurde im März 1870 der erste Bürgermeister gewählt.
1871 wurde Oregon an das Eisenbahnnetz angeschlossen, wodurch eine rasche Industrialisierung erfolgen konnte. In Oregon entstand eine Mühle, eine Möbelfabrik und eine Gießerei, die bis in die 1960er Jahre bestand. In den 1870er Jahren hatte Oregon rund 2000 Einwohner.
1920 wurde das heute noch genutzte Rathaus von Oregon errichtet.
Im Jahr 1891 wurde das Gerichtsgebäude für das Ogle County an der Kreuzung Washington Street (Illinois State Route 64) und Fourth Street (Illinois State Route 2) in der Innenstadt von Oregon errichtet.
Der Bildhauer Lorado Taft errichtete von 1908 bis 1911 nördlich von Oregon auf einem Hügel über dem Tal des Rock River eine 15 m hohe Black Hawk-Statue. Ursprünglich trug die Statue den Namen The Eternal Indian (dt.: Der ewige Indianer), während sie heute nach Black Hawk, dem früher in der Gegend lebenden Häuptling der Sauk benannt ist.

## Kultur

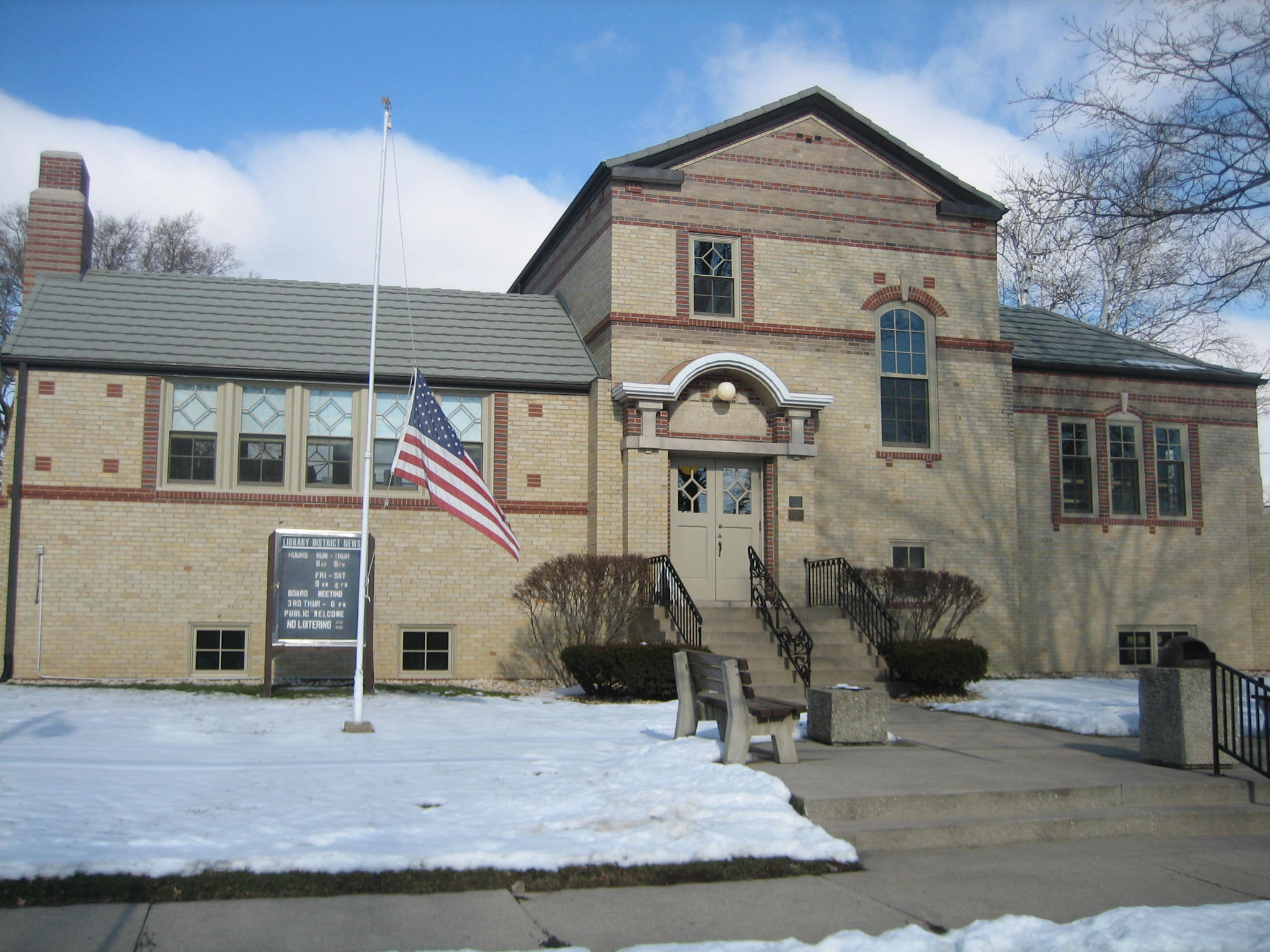
Oregon Public Library

Im Jahr 1898 gründete der Bildhauer Lorado Taft die Künstlerkolonie Eagle's Nest Art Colony nördlich der Stadt. Taft und seine Künstlerkolonie begannen Einfluss auf die Stadt Oregon und deren Kultur auszuüben. Ein Resultat davon war, dass das 1908 errichtetes Gebäude der Oregon Public Library ein zweites Stockwerk bekam, in dem eine Kunstgalerie eingerichtet wurde. Die Künstler der Kolonie beflügelten das Kulturleben der Stadt Oregon in den verschiedensten Bereichen der Kunst.
1904 erschuf Taft die Statue The Blind, danach begannen die Arbeiten für seine monumentaleres Black Hawk-Statue. Im Umland von Oregon stehen eine Reihe weiterer Arbeiten von Lorado Taft.

## Demografische Daten
Bei der offiziellen Volkszählung im Jahre 2000 wurde eine Einwohnerzahl von 4060 ermittelt. Diese verteilten sich auf 1667 Haushalte in 1066 Familien. Die Bevölkerungsdichte lag bei 783,8 Einwohnern pro Quadratkilometer. Es gab 1794 Wohngebäude, was einer Bebauungsdichte von 346,3 Gebäuden je Quadratkilometer entsprach.
Die Bevölkerung bestand im Jahre 2000 aus 96,0 Prozent Weißen, 1,0 Prozent Afroamerikanern, 0,1 Prozent Indianern, 0,6 Prozent Asiaten und 0,9 Prozent anderen. 1,3 Prozent gaben an, von mindestens zwei dieser Gruppen abzustammen. 2,3 Prozent der Bevölkerung bestand aus Hispanics, die verschiedenen der genannten Gruppen angehörten.
23,8 Prozent waren unter 18 Jahren, 7,9 Prozent zwischen 18 und 24, 28,7 Prozent von 25 bis 44, 22,0 Prozent von 45 bis 64 und 17,6 Prozent 65 und älter. Das mittlere Alter lag bei 38 Jahren. Auf 100 Frauen kamen statistisch 93,8 Männer, bei den über 18-jährigen 93,0.
Das mittlere Einkommen pro Haushalt betrug 34.842 US-Dollar (USD), das mittlere Familieneinkommen 41.250 USD. Das mittlere Einkommen der Männer lag bei 35.247 USD, das der Frauen bei 20.652 USD. Das Pro-Kopf-Einkommen belief sich auf 19.019 USD. Rund 10,8 Prozent der Familien und 15,9 Prozent der Gesamtbevölkerung lagen mit ihrem Einkommen unter der Armutsgrenze.